# Rangitata (fleuve)
Le fleuve Rangitata  (en anglais : Rangitata River) est un cours d'eau, qui forme la Plaine de Canterbury dans le Sud de l’Île du Sud de la Nouvelle-Zélande.

## Géographie
Sur une large partie de son parcours, il se caractérise comme un cheminement en tresse notamment durant sa traversé des plaines de Canterbury. Il a une longueur totale d'environ 120 km, allant des Alpes du Sud, jusqu'à l'océan Pacifique, à 30 km au nord-est de la ville de Timaru. Son bassin versant a une superficie de 1 773 km2 et  il a un flux moyen annuel estimé à 95 m3/s au niveau de Klondyke.

## Histoire
Le nom Māori Rangitata (Rakitata) a été traduit de façon variable, comme « jour des nuages bas » (« day of lowering clouds »), « ciel bouché » et « le côté du ciel ».
Le cours supérieur du fleuve forme la « vallée de Rangitata », dans le centre des Alpes du Sud, et a figuré la vallée d’Edoras, la capitale du royaume du milieu dans Le Seigneur des anneaux : Les Deux Tours et dans Le Seigneur des anneaux : Le Retour du roi, qui furent filmés dans cette vallée, sur et autour du mont Sunday. Plusieurs anciennes installations d’élevage de moutons sont situées près du mont Sunday. Celles-ci comprennent « Mesopotamia », « Mt Potts » et « Erewhon ». Erewhon, qui fut dénommée ainsi par Samuel Butler, le premier colon blanc à vivre au niveau de la station « Mesopotamia sheep station ». Erewhon est aussi le nom d’une nouvelle : Erewhon ou De l'autre côté des montagnes, qu'il a écrite mais publiée de façon anonyme en 1872, racontant sa vie là-bas et faisant une critique de la société Victorienne de l'époque.

## Valeur Economique du Fleuve
Avant que la rivière n’entre dans la plaine de Canterbury, une partie de ses multiples bras convergent vers la « Rangitata Diversion Race « (RDR) pour assurer l’irrigation et alimenter une centrale  hydroélectrique. La RDR fut construite entre le 2 avril 1937 et l’année 1944, et elle fournit de l‘eau à la ville de Montalto et à la centrale de 'Highbank' avant de rejoindre le fleuve Rakaia.
Le point d’entrée de la première clôture acoustique à poissons de Nouvelle-Zélande, attrapant des saumons  au niveau des frayère pour la prévention et leur fin dans une ferme à poissons.
En direction de son embouchure, le fleuve se divisait initialement en deux bras, formant une île limitée par un large delta nommée (île Rangitata (en)). Cette île est traversée par la route State Highway 1/S H 1 et la ligne de chemin de fer de la ligne principale de l'Île du sud (en) allant de la ville d'Ealing à la localité de Rangitata et constitue ainsi une île qui est connectée directement au réseau de la highway d'état (en) et à l'une des premières lignes de chemin de fer. Toutefois, la  branche Sud du fleuve a depuis été bloquée et les berges du fleuve développée pour les besoins de l’agriculture. Son trajet reste néanmoins une plaine d’inondation mais l’eau ne doit plus s’écouler par là désormais.
Le fleuve Rangitata est le plus poissonneuse des cours d'eau  de la région du Centre de l'île du Sud, possédant sa propre usine de traitement des  Oncorhynchus tshawytscha ou Saumon royal(ou en anglais : Chinook salmon). Le saumon compte pour 75 pour cent de cette activité de pèche dans le fleuve et les autres poissons péchés sont les truites brunes, les truites arc-en-ciel et les Ombles de fontaine ou » brook char ».
Le 23 décembre 1999, “Fish and Game New Zealand” publia un  projet pour une directive pour la protection de l'eau (en) concernant le fleuve Rangitata. En Juin 2006, ce “water conservation order“ fut  publié au journal officiel[réf. à confirmer].
Une locomotive, la classe DC 4686 (en), termina complètement submergée dans le fleuve le 4 janvier 2002, après un effondrement (pour une raison    indéterminée) de la digue supportant la ligne de chemin de fer, causant ainsi un déraillement.